# Tchervonets
Tchervonets (en russe : червонец) est le nom russe traditionnel de pièces d'or étrangères et nationales. Le nom vient de la combinaison de mots « or rouge » (également or rose), l'ancien nom d'un type d'or au titre élevé.  
En russe, le pluriel pour 2, 3 ou 4 unités est tchervontsa (червонца, génitif singulier). À partir de 5 unités, on utilise le génitif pluriel qui est tchervontsev (червонцев).

## Tchervonets de l'époque pré-impériale et impériale

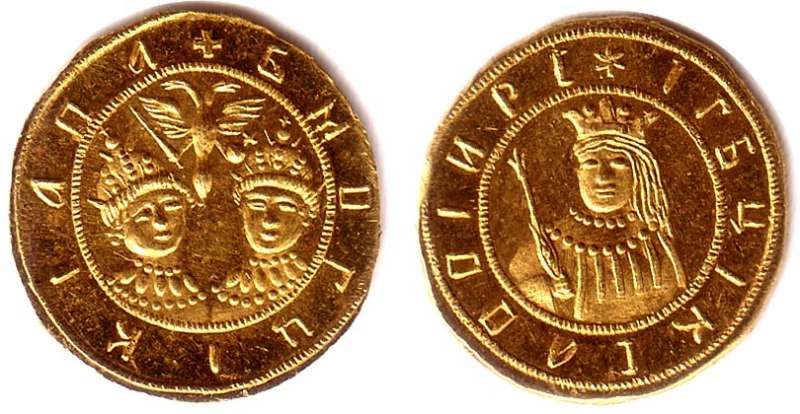
Ugric d'or (1689), le premier tchernovets.

Durant le règne conjoint de Pierre Ier et d'Ivan V, sous la régence de Sophie Alexeïevna (1682-1696), il fut frappé au moment des campagnes de Crimée, une pièce d'or pesant 2,15 g à 986 millièmes. Elle correspondait à 75 % du poids d'un ducat, et était frappée traditionnellement à partir d'un métal qui venait des régions dites ougriennes (les mines d'Oural), d'où le nom de cette pièce, l'« Ugric ». À la fin du XVIIe siècle, elle fut appelée « tchervonets » et avait, après 1723, une valeur de 2 roubles. Un nouveau ducat d'or fut ensuite frappé d'une valeur comprise entre 2,20 et 2,30 roubles sur le marché parallèle, mais au poids de 3,47 g, et une pièce appelée double-tchervonets (3 roubles). Et enfin une pièce d'une valeur de 10 roubles appelée « impérial » au poids de 13,09 g. 
| Empereur      | Tchervonets                                | Double tchervonets |
| ------------- | ------------------------------------------ | ------------------ |
| Pierre I      | 1701-1703, 1706-1707, 1710-1714, 1716      | 1701-1702, 1714    |
| Pierre II     | 1729                                       |                    |
| Anna Iannovna | 1730, 1738, 1739                           |                    |
| Elizabeth     | 1742-1744, 1746-1749, 1751-1753, 1755-1759 | 1749, 1751, 1755   |
| Pierre III    | 1762                                       |                    |
| Catherine II  | 1762-1783, 1785-1786, 1795-1796            |                    |
| Paul I        | 1796, 1797                                 |                    |
| Alexandre II  | 1802, 1804-1805                            |                    |

## Tchervonets après la révolution de 1917

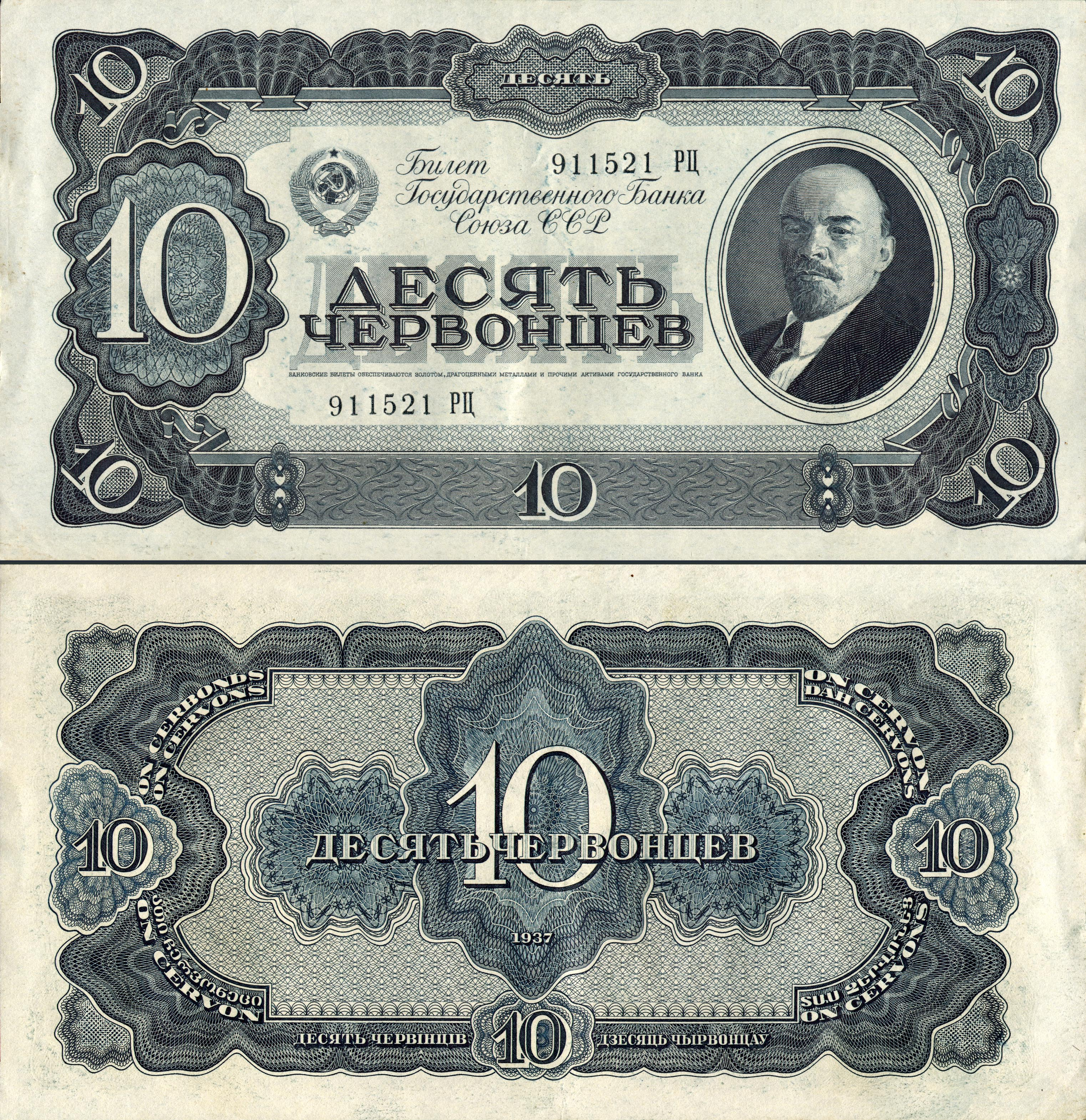
Billet de dix tchervonets, 1937.

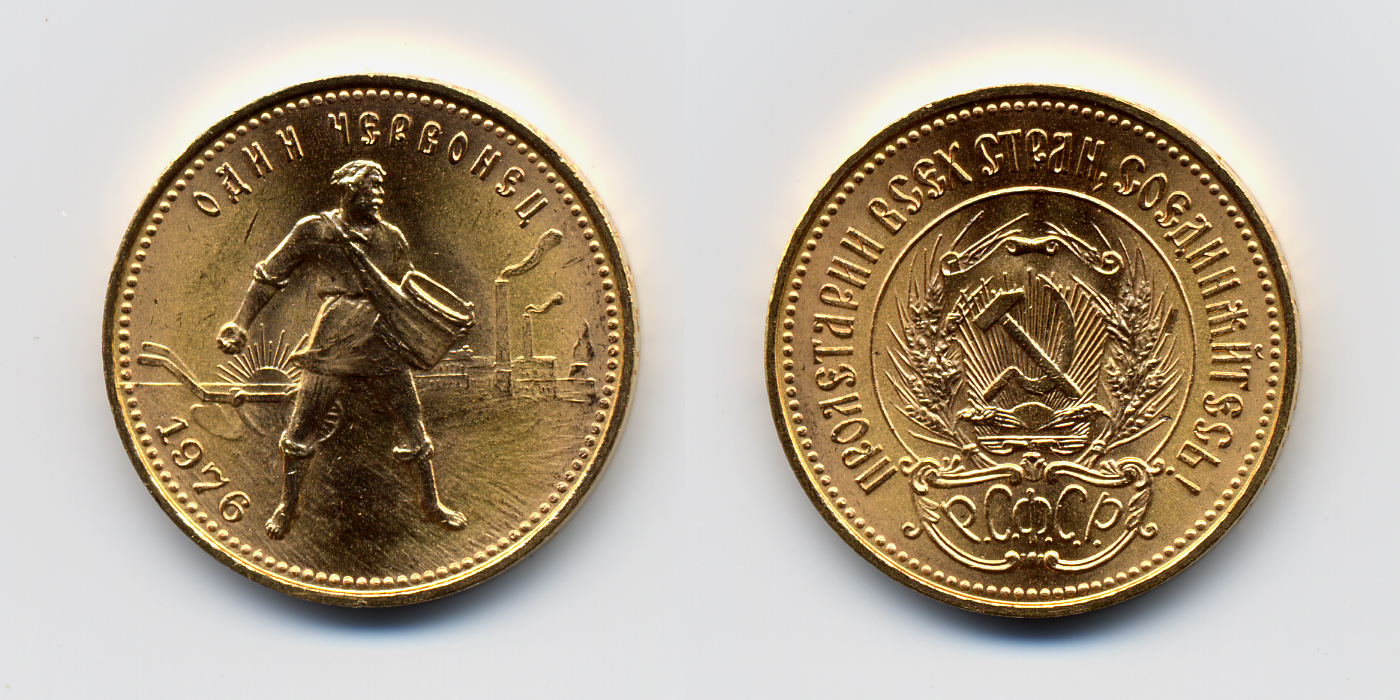
1 tchervonets d'or de 1923, refrappe de 1976, valant 10 roubles.

En 1923, le gouvernement soviétique frappe en petite quantité une pièce en or de 10 roubles. C'est la seule pièce en or soviétique qui ait eu un cours légal. Des refrappes sont faites à partir de 1975 mais uniquement à but d'investissement pour l'étranger : ce n'est qu'à partir de 1996 que le marché intérieur de l'or est ouvert aux citoyens russes.